# Kültepe
Kültepe, dobesedno "Pepelnat hrib", je arheološko najdišče v Provinci Kayseri, Turčija. Najdišču njebližje mesto je Kayseri približno 20 km jugozahodno. Najdišče sestavljata tell, aktualni Kültepe, in spodnje mesto, kjer so odkrili asirsko naselje. V asirskih besedilih iz 20. stoletja pr. n. št. se mesto imenuje Kaneš. Hetiti so ga imenovali Neša, včasih tudi Aniša. Najdišče je bilo leta 2014 vpisano na čakalni Seznam svetovne kulturne dediščine v Turčiji. V mestu so odkrili najstarejše zapise v hetitskem jeziku, in najstarejše dokaze o obstoju indoevropskega jezika, pisane v asirskem jeziku v 20. stoletju pr. n. št.

## Zgodovina
Kaneš je bil naseljen neprekinjeno od bakrene dobe do rimskega obdobja in cvetel kot pomembno hatsko, hetitsko, in huritsko mesto. Od 21. do 18. stoletja pr. n. št. je bila v njem velika trgovska kolonija (kārum) Starega asirskega imperija. Vse kaže, da je bil kārum  upravno in distribucijsko središče celotne mreže asirskih kolonij v Anatoliji. Izročilo pravi, da se je  kralj Kaneša Zipani s še sedemnajst drugimi lokalnimi mestnimi kralji uprl asirskemu kralju Naram-Sinu Akadskemu (vladal okoli 2254-2218 pr. n. št.).

### Neša
Kralj Zalpuve Uhna je napadel Kaneš in   odnesel mestnega idola Šiuša. Kralj Kušare Pithana je "ponoči na silo" osvojil Nešo, vendar "ni nikomur povzročil nobenega zla". Neša se je Pithani uprla, vendar je njegov sin Anita upor zadušil in Nešo izbral za svojo prestolnico. Anita je zatem napadel Zalpuvo, ujel njenega kralja Huzijo, in v Našo vrnil idola Šiuša.
V 17. stoletju pr. n. št. so Anitovi nasledniki prestolniso preselili v Hatušo in ustanovili dinastijo hetitskih kraljev. Prebivalci so hetitski jezik imenovali nešili – jezik Neše.

## Arheologija
Leta 1925 je Kültepe izkopaval Bedřich Hrozný in našel več kot 1000 klinopisnih tablic, ki so zdaj v Pragi in Istanbulu.
Sodobne arheološke raziskave so se začele leta 1948, ko je v Kültepe prišla ekipa znanstvenikov iz Turške zgodovinske družbe in Generalnega direktorata za starine in muzeje. Ekipo je do svoje smrti leta 2005 vodil Tahsin Özgüç.
- Sloj IV-III. V tem sloju, ki predstavlja prvo obdobje asirske trgovske postaje,  je bilo opravljenih malo izkopavanj. V sloju niso odkrili nobenih sledov pisave, zato arheologi domnevajo, da so bili prebivalci v tem obdobju nepismeni.

- Sloj II (1974-1836 pr. n. št., mezopotamska srednja kronologija po Veenhofu). Za zo obdobje je značilna posoda v obliki živali, ki je pogosto služila tudi za verske obrede.  Asirski trgovci so ob mestu, ki se je imenovalo Kaneš,  ustanovili trgovsko postajo (kârum). Proti koncu te plasti so odkrili bule kralja Naram-Sina Ešnunskega. Mesto je bilo požgano do tal.

- Sloj Ib (1798-1740 pr. n. št.). Mesto je bilo po požaru nekaj časa zapuščeno in nato na ruševinah ponovno zgrajeno. Ponovno je postalo cvetoče trgovsko središče. Trgovanje je nadziral Išme-Dagan I., ki je prišel na oblast v Asiriji potem, ko je njegov oče Šamši-Adad I. osvojil Ekalatum in Ašur. Kolonijo je ponovno uničil požar.

- Sloj Ia. Mesto se je ponovno obnovilo, vendar brez asirske kolonije. Kultura je bila zgodnja hetitska. Mesto je dobilo hetitsko ime Kaneša ali krajše Neša.

Požar v sloju II nekateri pripisujejo osvajalskim kraljem Ešnune, Bryce pa ga pripisuje pohodu zalpuvskega kralja Uhne. Požar v sloju Ib nekateri pripisujejo padcu Ašurja, drugi bližnjim kraljem, nekateri pa celo Hamurabiju Babilonskemu.
Med izkopavanji v Kültepeju so do zdaj odkrili več kot 20.000 glinastih tablic.

### Kârum Kaneš
Za zgodovinarje najbolj zanimiva mestna četrt  je kârum, del mesta, ki v bakreni dobi ni bil v pristojnosti mestne administracije  ampak v pristojnosti asirskih trgovcev. Dokler je blago ostalo v kârumu, zanj ni bilo treba plačati nobenih pristojbin. V akadščini, ki je bila takratna lingua franca Bližnjega vzhoda, beseda kârum pomeni pristanišče. Kasneje se je njen pomen razširil na trgovsko kolonijo, ne glede na to, ali je bila ob vodi ali ne. 
Kārum  je imelo tudi  več drugih anatolskih mest, največji pa je bil v Kanešu. V njem so bili več stoletij razen trgovcev naseljeni tudi asirski vojaki. Trgovali so z lokalnim kositrom in volno in ju zamenjavali z luksuznimi predmeti, živili, začimbami in tkaninami iz Asirije in Elama. 
Ostanki kāruma tvorijo velik okrogel grič (tell) s premerom 500 m in višino 20 m.  Naselje je bilo večkrat zgrajeno na ruševinah prejšnjega naselja. Najstarejši sloji so iz prazgodovine, najmlajši pa iz zgodnjega hetitskega obdobja. Kārum  je proti koncu slojev II in Ib uničil požar. Prebivalci so v obeh požarih izgubili večino svojega premoženja, ki je postalo zakladnica za sodobne arheologe. 
Med najdbami so številne žgane glinaste tablice. Na nekaterih so odtisi valjastih pečatnikov. Na tablicah so dokumentirane vsakdanje dejavnosti, na primer trgovanje asirske kolonije z mestno državo Ašur in lokalnim prebivalstvom. Trgovanje je potekalo bolj na družinski kot državni ravni. Zapisi iz  Kültepeje so najstarejši dokumenti iz Anatolije. Pisani so v stari asirščini, vendar vsebujejo veliko hetitskih sposojenk in imen in so kot taki prvi dokumenti, pisani v kakšnem indoevropskem jeziku. Večina arheoloških najdb je značilna za Anatolijo in ne Asirijo, raba obeh klinopisov in narečij pa je najboljši dokaz za asirsko prisotnost v Anatoliji.

### Datiranje Varšama saraja
Sloj II je bil v požaru popolnoma uničen, zato  dendrokronološko preučevanje ostankov lesa ni bilo mogoče. Leta 2003 so raziskovalci z Univerze Cornell večino lesa iz gradb Varšama saraja v sloju Ib v drugem delu mesta datirali v leto 1832 pr. n. št. in obnove do leta 1779 pr. n. št.